# Депутаты Национального Собрания от департамента Уаза

Депутаты департамента Уаза по результатам выборов 2024 г.

Депутаты департамента Уаза по результатам выборов 2022 г.

Депутаты департамента Уаза по результатам выборов 2017 г.

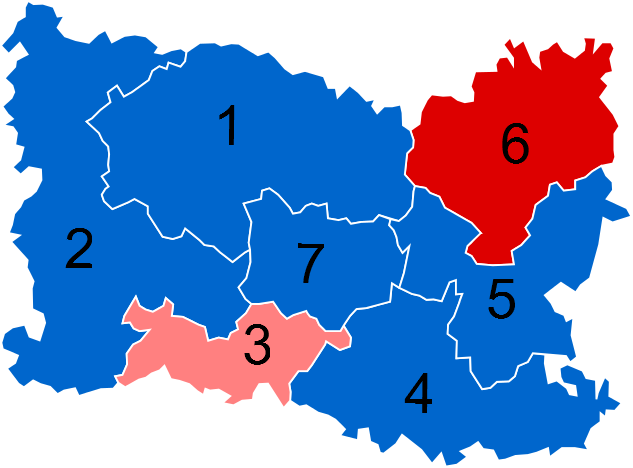
Депутаты департамента Уаза по результатам выборов 2012 г.

|  | Номер округа | Депутат           | Партия                   |
|  | ------------ | ----------------- | ------------------------ |
|  | 1            | Клер Маре-Бёй     | Национальное объединение |
|  | 2            | Филипп Баллар     | Национальное объединение |
|  | 3            | Александр Сабату  | Национальное объединение |
|  | 4            | Эрик Вёрт         | Возрождение              |
|  | 5            | Фредерик-Пьер Вос | Национальное объединение |
|  | 6            | Мишель Гиньо      | Национальное объединение |
|  | 7            | Давид Манье       | Национальное объединение |

|  | Номер округа | Депутат           | Партия                   |
|  | ------------ | ----------------- | ------------------------ |
|  | 1            | Виктор Абер-Дассо | Республиканцы            |
|  | 2            | Филипп Баллар     | Национальное объединение |
|  | 3            | Александр Сабату  | Национальное объединение |
|  | 4            | Эрик Вёрт         | Возрождение              |
|  | 5            | Пьер Ватен        | Республиканцы            |
|  | 6            | Мишель Гиньо      | Национальное объединение |
|  | 7            | Максим Мино       | Республиканцы            |

|  | Номер округа | Депутат            | Партия              |
|  | ------------ | ------------------ | ------------------- |
|  | 1            | Оливье Дассо       | Республиканцы       |
|  | 2            | Аньес Тиль         | Вперёд, Республика! |
|  | 3            | Паскаль Буа        | Вперёд, Республика! |
|  | 4            | Эрик Вёрт          | Республиканцы       |
|  | 5            | Пьер Ватен         | Республиканцы       |
|  | 6            | Кароль Бюро-Боннар | Вперёд, Республика! |
|  | 7            | Максим Мино        | Республиканцы       |

|  | Номер округа | Депутат             | Партия                    |
|  | ------------ | ------------------- | ------------------------- |
|  | 1            | Оливье Дассо        | Союз за народное движение |
|  | 2            | Жан-Франсуа Мансель | Союз за народное движение |
|  | 3            | Мишель Франке       | Социалистическая партия   |
|  | 4            | Эрик Вёрт           | Союз за народное движение |
|  | 5            | Люсьен Дегоши       | Союз за народное движение |
|  | 6            | Патрис Карвальо     | Коммунистическая партия   |
|  | 7            | Эдуар Куртьяль      | Союз за народное движение |

|  | Номер округа | Депутат                        | Партия                    |
|  | ------------ | ------------------------------ | ------------------------- |
|  | 1            | Оливье Дассо                   | Союз за народное движение |
|  | 2            | Жан-Франсуа Мансель            | Союз за народное движение |
|  | 3            | Мишель Франке                  | Социалистическая партия   |
|  | 4            | Эрик Вёрт                      | Союз за народное движение |
|  | 5            | Люсьен Дегоши                  | Союз за народное движение |
|  | 6            | Франсуа-Мишель Гонно           | Союз за народное движение |
|  | 7            | Эдуар Куртьяль/ Доминик Ле Сур | Союз за народное движение |

|  | Номер округа | Депутат              | Партия                    |
|  | ------------ | -------------------- | ------------------------- |
|  | 1            | Оливье Дассо         | Союз за народное движение |
|  | 2            | Жан-Франсуа Мансель  | Союз за народное движение |
|  | 3            | Мишель Франке        | Социалистическая партия   |
|  | 4            | Эрик Вёрт            | Союз за народное движение |
|  | 5            | Люсьен Дегоши        | Союз за народное движение |
|  | 6            | Франсуа-Мишель Гонно | Союз за народное движение |
|  | 7            | Эдуар Куртьяль       | Союз за народное движение |